# Edward Meryon Wilson
Edward Meryon Wilson (Kendal, Westmorland, 1906 - Cambridge, 1977), hispanista inglés.

## Biografía
Su padre, Norman Wilson, fue director de una empresa de ingeniería que dispuso de una buena biblioteca especializada en historia de los Países Bajos. Su hijo fue muy influido por la devoción anglicana del padre; se educó en el instituto de Windermere y aprendió a tocar el piano; en 1924 marchó al Trinity College de Cambridge para hacerse pastor anglicano, pero allí perdió la fe, si bien la recuperó tras la Segunda Guerra Mundial. Siguió allí la carrera de humanidades en la Facultad de Inglés, pero se pasó a la de Lenguas Modernas y se licenció en francés y español en 1928. Su preferencia por el español se debía a que un tío suyo anticuario, hermano gemelo de su madre, se hallaba afincado en Málaga y había aficionado al sobrino a las cosas españolas. Éste pasó unos meses como becario en la Residencia de Estudiantes en Madrid en 1929, y estuvo un año como visitante en la universidad de Princeton en 1932. Volvió a Cambridge en 1933 como profesor auxiliar y se doctoró al año siguiente con una tesis sobre las huellas de Luis de Góngora en Calderón; estos serán en lo sucesivo sus autores predilectos. En la década que va de los años veinte a treinta del siglo XX se pusieron de moda los poetas metafísicos ingleses, hecho que coincidió con el redescubrimiento de Góngora en España por la publicación en 1927 de la paráfrasis en prosa de las Soledades, hecha por Dámaso Alonso. Wilson tradujo en verso las Soledades y fue publicando fragmentos de su trabajo en tres revistas inglesas en 1929, incluida The Criterion, dirigida por el eminente poeta T.S. Eliot.
Se propuso en cuanto al teatro de Calderón rebatir el prejuicio de que era un autor frío e intelectual y descubrir en él el análisis de los sentimeintos y conflictos humanos. Así se vio en sus estudios sobre La vida es sueño y los dramas de honor, incluidos A secreto agravio, secreta venganza y El pintor de su deshonra. En la década de los 1930 Wilson se ligó al grupo de la revista cantabriguense Scrutiny, encabezado por F. C. Leavis y L. C. Knights; en él influyó especialmente James Smith, catedrático de inglés de la universidad de Freiburg. Este grupo abogaba por el estudio del estilo y el lenguaje contra la arcaica metodología documental del positivismo. Wilson aplicó esta metodología al teatro de Lope de Vega y de Calderón, empezando con un artículo sobre los cuatro elementos en la imaginería de Calderón (1936). Otro notable trabajo en esta línea es "Images et structure dans Peribáñez", publicado en Bulletin Hispanique 51 (1949), 125-59 . También hizo literatura comparada angloespañola en varios trabajos en torno a 1950 sobre la recepción de Cervantes en Inglaterra en el siglo XVII y sobre los dramas de honor de Shakespeare y sus contemporáneos, y en especial, en sus artículos sobre la valiosísima colección de pliegos sueltos del diarista Samuel Pepys, en el Magdalene College, Cambridge. 
En 1945 Wilson fue nombrado catedrático de español de la Universidad de Londres, y ocho años después, en 1953, obtuvo la cátedra de Cambridge. Tuvo por ciscípulos a Peter Dunn, Roy Jones, Jack Sage, Alan Paterson, Willie Hunter, J.M. Aguirre, Don Cruickshank, Anthony Watson, Trevor Dadson, R. M. Flores, Melveena McKendrick; era sumamente generoso, pero algo tímido con sus alumnos. A comienzos de la década 1950-60 se convierte sin embargo al método positivista y publica estudios paleográficos, biográficos y bibliográficos, muchos sobre la vida y obra de Calderón. Por otra parte, estudia los pliegos sueltos y romances españoles; Ramón Menéndez Pidal inspira esta etapa y, posteriormente, Antonio Rodríguez-Moñino, con quien restableció contacto a comienzos de la década de los 50, pues había sido interrumpido por la Guerra Civil y la Segunda Guerra Mundial; ambos colaboraron estrechamente; también colaboró con José Manuel Blecua para editar las Lágrimas de Hieremías castellanas de Quevedo, publicada en el anejo 55 de la Revista de Filología Española (1953). 
Describió la princeps de Fieras afemina amor de Calderón con un método paleográfico derivado del empleado por especialistas en el teatro inglés; también lo siguió para los trabajos sobre la Primera y Tercera Partes de las comedias de Calderón, y sobre las primitivas ediciones de los autos, y por último, para los artículos sobre la colección de pliegos sueltos de Pepys . 
Fue nombrado socio de la British Academy en 1964, y miembro correspondiente de la Hispanic Society of America en 1963, de la Real Academia Española (1964), y de la Real Academia de Buenas Letras de Barcelona en 1974. Fue Presidente de la Asociación Internacional de Hispanistas de 1971 a 1974. Viajó frecuentemente a Madrid para hacer pesquisas de investigador. A su muerte legó su espléndida biblioteca a la University Library de Cambridge. Falleció en Cambridge en 1977. 
Profesor de Lengua y Literatura españolas en la Universidad de Londres, sucedió a Trend en Cambridge. Aparte de colaboraciones en varias revistas especializadas, tradujo espléndidamente a Luis de Góngora al inglés, en concreto las Soledades con el título The Solitudines of Don Luis de Góngora (1931). En colaboración con J. Sage editó en 1964, en la colección Tamesis Books, el volumen Poesías Líricas en las Obras Dramáticas de Calderón. Aunque no publicó ningún libro, su producción en cuanto a artículos es muy extensa e importante cualitativamente hablando.